# Scenopinus niger
Scenopinus niger – gatunek muchówki z podrzędu krótkoczułkich i rodziny zwieskowatych.
Gatunek ten opisany został w 1776 roku przez Charlesa De Geera jako Nemotelus niger.
Muchówka o ciele długości od 4,5 do 7 mm, czarno lub ciemnobrunatno ubarwionym. Głowa jest półkulista, u obu płci dychoptyczna. Fasetki oczu w górnej i dolnej części są takich samych rozmiarów. Czoło jest chropowate, matowe, czarne, u samicy z rowkiem. Czułki mają wydłużony ostatni człon o takiej samej szerokości na całej długości. Śródplecze jest pozbawione opylenia. Skrzydła są mocno przyciemnione. Odnóża są czarne z jaśniejszymi stopami. U samca tylna para odnóży ma zgrubiałe golenie. Odwłok ma ostatni segment w przypadku samicy płaski i u szczytu zaostrzony, a w przypadku samca kulisty i opatrzony dwoma wyrostkami.
Owad w Europie znany z Irlandii, Wielkiej Brytanii, Norwegii, Szwecji, Danii, Francji, Belgii, Niemiec, Szwajcarii, Austrii, Włoch, Polski, Czech, Słowacji i Węgier. Owady dorosłe aktywne są od maja do sierpnia. 